# Грауэль
Грауэль (нем. Grauel) — община в Германии, в земле Шлезвиг-Гольштейн. 
Входит в состав района Рендсбург-Экернфёрде. Подчиняется управлению Хоэнвештедт-Ланд.  Население составляет 249 человек (на 31 декабря 2010 года). Занимает площадь 5,73 км².